# Bröllopsbesvärs ihugkommelse
Bröllopsbesvärs ihugkommelse eller "Bröllops beswärs ihugkommelse" är en svensk hexameterdikt från 1600-talet, som är nära förknippad med Georg Stiernhielm. Dikten är ett 500-tal versrader lång. Den beskriver ett bondbröllop och framlägger tankar kring äktenskap och samliv.

## Ursprung
Dikten trycktes inte under Stiernhielms tid, men samtida källor uppgav honom som författare till de avskrifter som fanns, så dikten kom att anses vara ett verk av Stiernhielm. Under 1900-talet kom dock detta att ifrågasättas och är ännu omstritt bland litteraturvetare. Ifrågasättandet bygger på huruvida diktens förhållningssätt till det den beskriver kan gå ihop med Stiernhielms livsfilosofi och på det att han inte "låtsas om den" trots att den skulle tillhöra de mest omfattande verken han skrivit.

## Innehåll
Författaren framvinklar i sin rika bröllopsskildring ofta humoristiskt allehanda negativa sidor och aspekter hos äktenskap och familjebildning, ur mannens perspektiv.  Mot diktens slut resonerar han sig emellertid fram till att det är värt mödan, genom att konstatera att det knappast finns något i livet som fungerar utan motgångar och bekymmer och att äktenskapet, trots att också det har sådana sidor, är en så pass fin inrättning ändå att det inte för de beskrivna nackdelarnas skull kan förkastas.
Följande är ett utdrag ur verkets senare del (med stavning enligt Fabels pocketutgåva 1990) och är en av ett antal liknelser skalden gör för att framhålla att äktenskap och familjebildning inte må förkastas:
Mången seglar i grund, som ej ser noga på sikten

Kompassen är förryckt, norr stjärnan i molnet är ingömd

Styret är sönder, och den som seglar är drucken och öltok

Vill du då platt den seglarekonst, lust, nytta förakta?

Mången i friarekonst för hamnen i klipporna stöter

Får en hustru som har styvt mod, sten-flinta i hjärtat

Vill du därföre platt fördöma det heliga ståndet?

## Utgåvor
- 1948 – Stiernhielm, Georg; Ljungberg Sven. Bröllopsbesvärs ihugkommelse. Bokvännens bibliotek, 0347-8386 ; 3. Stockholm: Sällskapet Bokvännerna. Libris 1393389
- 1990 – Stiernhielm, Georg. Herkules. Fabel pocket, 99-0717267-7 ; 2. Stockholm: Fabel. Libris 7668180. ISBN 9178421063